# 過去に存在したベスト電器の店舗
過去に存在したベスト電器の店舗（かこにそんざいしたベストでんきのてんぽ）は、かつてベスト電器として営業していた店舗の情報を掲載している。本稿では、既存店舗が閉店後に新形態店舗「B・B」や「アウトレットベスト」、「ヤマダデンキテックランド」に転換した店舗や、ヤマダ電機（現・ヤマダホールディングス）への子会社化後に公正取引委員会の勧告に伴いエディオンへ譲渡した店舗、さくらや全店閉店後のHOT安心保障の取扱店だった店舗も含める。
近年では、小規模の直営店やチェーン店を閉鎖し大規模直営店に集約するなど、店舗数は以前に比べて減少傾向である。また、「アウトレットベスト」から「ベスト電器」の店舗へ再転換された店舗や、九州地方・山口県・沖縄県を除く地域では「ヤマダ電機テックランド」へ転換された店舗もある。なお、店舗の閉店後も特徴的な四角形の看板は別テナントが入った際もそのままその店舗の看板として使われることが多い。

## 凡例
- △は一度閉店するも、その後「B・B」や「アウトレットベスト」に転換した店舗。
- ▲は「B&B」に転換するも、ビックカメラとの提携解消に伴いベスト電器の店舗に再転換された店舗。
- ○は「アウトレットベスト」に転換するも、「ベスト電器」の店舗に再転換された店舗。
- ●はヤマダ電機の子会社化後に公正取引委員会の勧告に伴い、エディオンへ譲渡された店舗。
- ■はヤマダデンキの店舗へ転換された店舗。
- ×は現在建物が解体された店舗。
- □は閉店した店舗が書いてある資料の店舗の住所の記載が後年の住所変更などで変わったため、現在の新しい住所が分からず現在の状況が分からない店舗など。既に建物が解体されている場合がある。

## 北海道地区
- B・B札幌本店■ 札幌市北区北33条
コープさっぽろ北33条店跡を賃借して出店[1]。
2011年（平成23年）3月11日にB・B札幌本店へ転換された[2][3]。
2013年（平成25年）9月23日閉店し、同年10月4日に「ヤマダ電機テックランド札幌北33条店」として再オープン。前述のようにヤマダ電機の名前を貸借しているだけなので看板には小さくby BESTの表示がある。
- 札幌駅西口店× 札幌市北区北6西5[4]
2001年（平成13年）5月に札幌駅高架下のヨドバシカメラ旧札幌店跡に開店した2階建て売り場面積約4,200m2の道内最大規模の店舗だった[4]。
近隣のヨドバシカメラやビックカメラなどの売り場面積が1万m2を超える店舗との競合に加え[4]、南西約1kmの場所に[4]2009年（平成21年）6月19日に「ヤマダ電機テックランド札幌本店」が開店した[5]影響もあり[4]、2010年（平成22年）3月に閉店した[6]。
店舗跡には2011年（平成23年）5月28日に北海道ジェイ・アール都市開発が商業施設「サツエキBridge」を開業し、パソコンショップ「ツクモ」やスポーツ用品店「札幌スポーツ館」などが出店した[7]が、札幌駅北海道新幹線延伸の関係で2022年（令和4年）6月末をもって閉店し、解体された。ただし、サツエキBridgeに隣接している「food street WEST6」は営業中。
- あいの里店 札幌市北区あいの里
2010年（平成22年）10月31日閉店。あいの里ショッピングセンター「i MALL」に出店していた。店舗跡はブックオフ・ハードオフ・オフハウス・ホビーオフが出店。
- サッポロファクトリー店 札幌市中央区北2条東
2001年（平成13年）8月末閉店[8]。
- 大谷地店 札幌市厚別区大谷地東
2013年（平成25年）9月29日閉店。
- 西岡店 札幌市豊平区西岡4条3丁目
2005年（平成17年）3月11日に「住まいのデパート長谷川西岡店」跡に居抜きで開店。しかし、2010年（平成22年）にイオン札幌西岡ショッピングセンターにコジマが出店した影響により、同年6月30日をもって閉店。跡地には出店前の建物に入店していた長谷川産業が「スウィートデコレーションメガアウトレット西岡」として再出店。
- 札幌白石店 札幌市白石区本通
2010年（平成22年）10月31日閉店。跡地はなんでもリサイクルビッグバン札幌白石店が出店
- 平岡店 札幌市清田区平岡2条5丁目
2010年（平成22年）10月31日閉店。イオンタウン札幌平岡に出店していた。
- 恵庭店 恵庭市戸磯
2010年（平成22年）7月30日閉店。恵庭ガーデンに出店していた。
- 江別店 江別市上江別
2010年（平成22年）6月30日閉店。そうご電器江別店を引き継ぐ形でマルシェ上江別ショッピングセンターに出店していた。
- ウイングベイ小樽店 小樽市
2000年（平成12年）に開店し[9]、2008年（平成20年）8月末閉店[10]。その後2018年（平成30年）に現在の親会社・ヤマダ電機が「ヤマダ電機テックランド小樽店」を近隣の新南樽市場内から移転する形でウイングベイ小樽に出店している。
- 岩見沢店 岩見沢市[11]
2010年（平成22年）に閉店[11]。
- 稚内えびな店 稚内市宝来
最北端の店舗だったが、2013年（平成25年）4月閉店。その後店舗内部を改装して200席を有する多目的ホール「えびなイベントホール」として2014年（平成26年）6月15日にオープンした[12]。
- 北見店△ 北見市光西町184-1
2010年（平成22年）2月5日に「アウトレットベスト」に転換した[13]ものの、2013年6月10日閉店。 店内にサンドラッグが出店していた。閉店後は改装され、スポーツデポ・GOLF5北見店としてオープンした。
- 釧路店 釧路市新橋大通4丁目1番[14]
1999年（平成11年）9月24日に開店したが[15]、2010年（平成22年）2月21日に閉店[16]。同年3月に移転する形で「アウトレットベスト」を出店した[16]。
店舗跡地の一角には2005年（平成17年）6月20日に「コープさっぽろ新橋大通店」が開店した[14]。
- 釧路北大通店 釧路市北大通10丁目[17]
2007年（平成19年）2月12日に閉店[18]。
店舗跡地は2013年（平成25年）5月に北海道建物が取得して北海道銀行釧路支店が入る新たなビルを建設することになった[17]。
- イオン釧路店△ 釧路市昭和中央4丁目18-1
2010年（平成22年）に「アウトレットベスト」に転換したものの[19]、2013年（平成25年）6月30日閉店。これにより「アウトレットベスト」店は消滅した。
- 帯広イーストモール店■ 帯広市東4条南
2010年（平成22年）2月に「アウトレットベスト」に転換した[20]ものの、2013年9月16日閉店。同年9月27日に「ヤマダ電機テックランド帯広イーストモール店」として再オープン。
2013年（平成25年）9月21日に「ヤマダ電機テックランド帯広イーストモール店」として新装開業[21]。
- 長崎屋函館店 函館市
2005年（平成17年）閉店[22]。同年7月のホーマックスーパーデポ函館石川店開店に伴う同社昭和店跡地に移転する形で後継店舗を開店[22]。
- 上磯店 上磯町（現北斗市）
2003年（平成15年）1月16日に閉店した[23]。
- 八雲店 二海郡八雲町富士見町
2012年（平成24年）12月閉店。
- 室蘭店△ 室蘭市高砂町[24][25]
2012年（平成24年）5月25日に「アウトレットベスト」に転換した[25]ものの、2013年6月10日に閉店[24]。
中島・鷲別大通（北海道道782号上登別室蘭線）沿いの「家具のCOCOS」敷地内に出店した売り場面積約1,254m2の店舗だった[25]。JR鷲別駅にも近かった[25]。
- 苫小牧長崎屋店■ 苫小牧市木場町
2001年（平成13年）3月30日開店[26]。2010年（平成22年）2月19日に「アウトレットベスト」に転換した[27]。
2013年（平成25年）11月4日に閉店。同年11月15日に「ヤマダ電機テックランド苫小牧駅前店」として再オープン。
- HALステイ店 苫小牧市
新生台ファミリープラザステイ内
2007年（平成19年）3月25日閉店[28]。
- HAL伊達店 伊達市
2004年（平成11年）12月11日に開店したが[29]、2010年（平成22年）7月30日に閉店[30]。
- 旭川パワーズ店 旭川市永山12条3丁目122-55
上新電機から譲渡されたが、閉店。その後の店舗は「サンドラッグ 永山ウエスタン パワーズ店」になっている。
- 千歳西店 千歳市信濃3-5-1
その後の店舗は「なんでもリサイクルビッグバン千歳信濃店」になっている。
- HAL千歳店 千歳市豊里5-2-1
その後の店舗は「オートバックス千歳豊里店」になっている。
- 函館店■ 函館市昭和1丁目29-3
2021年8月31日閉店。
- 旭川店■ 旭川市花咲町5丁目2272-14
2022年1月23日閉店したが、同年2月11日にヤマダアウトレット旭川店が開店している[31]。
- 西帯広店（旧：長崎屋西帯広店） 帯広市西21条南4丁目（MEGAドン・キホーテ西帯広店内）
上新電機から譲渡され、2009年4月10日に現在の西帯広店（MEGAドン・キホーテ西帯広店に業種転換に伴う）に改名したが、2010年7月30日閉店。その後の店舗は「カラオケ歌屋西帯広店」になっている。
- 川沿店
2023年12月31日閉店[32]。

- 網走店■
2023年12月31日閉店[33]。

## 東北地区

### 青森県
- ガーラタウン店
業界一位のヤマダ電機が同時期に青森市に進出したこと、売場面積の狭さが一因となり、2005年（平成17年）を以て閉店。

### 岩手県
- アネックスカワトク店■ 盛岡市緑ヶ丘
アネックスカワトク内にあった店舗。2013年（平成25年）10月20日閉店。同年10月25日に「ヤマダ電機テックランドアネックスカワトク店」として再オープン。

### 秋田県
- 秋田長崎屋店 秋田市
2001年（平成13年）3月9日に開店[34]。

### 宮城県
- 仙台店 仙台市
地下鉄八乙女駅近くの地元資本の家具店跡地に出店。撤退後は会員制漫画喫茶・ネットカフェ等複合施設が入居したがこちらも撤退している。
- ダイエー仙台店 仙台市
2003年（平成15年）7月にダイエー仙台店(後のイオン仙台店)の総合家電売り場の後継テナントとして出店した直営店で、不採算店舗整理で2010年（平成22年）12月31日に閉店することになった[35]。
店舗跡には売り場面積約1,000m2でダイエー子会社の書店チェーン「アシーネ」が、2011年（平成23年）春に出店することになった[35]。イオン仙台店になった後、2017年（平成29年）4月30日に閉店し、跡地にはブックオフが出店していたが、2025年（令和7年）2月28日を以て賃貸借契約終了のため閉店。

## 関東地区

### 栃木県
- 小山店 小山市大字羽川
2013年（平成25年）8月閉店。

### 埼玉県
- 武蔵浦和店 さいたま市南区[36]
オリンピックと業務・資本提携して2006年（平成18年）10月に設立した「オリンピック&ベスト」が運営していたが、2008年（平成20年）2月18日閉店[36]。
- 大宮サティ店 さいたま市大宮区
2000年（平成12年）10月21日に「大宮サティ」（現・イオン大宮店）内に開店した[37]。
- ダイエー志木店×志木市本町
さくらや全店閉店後のHOT安心保障の取扱店。ダイエー志木店が2013年（平成25年）（平成25年）7月31日に閉店し[38]、それに伴って閉店することになった[39]。
同年7月下旬に同じ埼玉県内の越谷市に「テックランド越谷サンシティ店」を出店した[39]。
- 狭山店■ 狭山市富士見
元はマツモト電器狭山店であったが、マツモト電器の経営破綻でベスト電器の店舗に。2013年（平成25年）9月8日閉店。
2013年（平成25年）9月20日に[40]「ヤマダ電機テックランド狭山富士見店」として新装開業[41]。
- ダイエー所沢店■ 所沢市東町
さくらや全店閉店後のHOT安心保障の取扱店。2013年（平成25年）9月16日閉店。
2013年（平成25年）9月27日に「ヤマダ電機テックランドダイエー所沢店」として新装開業[21]。2016年（平成28年）3月9日にダイエーがイオンに業態転換したため「ヤマダ電機テックランドイオン所沢店」に改称。2019年（令和元年）9月30日にイオン所沢店閉店に伴い一旦閉店。11月16日に「ヤマダ電機テックランド所沢店」として5階から1階に移転し再オープン。2020年（令和2年）8月16日に再び閉店し、9月4日にイオン所沢店跡地の新商業施設TOKOTOKOSQUARE（トコトコスクエア）のテナントとして3階に移転オープンした（今回は店名の変更は無かった）。運営はヤマダ電機への業態転換後もベスト電器が行っている。
- 入間店 入間市 丸広百貨店入間店[42]
売り場面積約1,500m2[42]。
2003年（平成15年）4月25日に開店した[42]。
- 丸広百貨店川越店 川越市 丸広百貨店川越店[42]
2003年（平成15年）5月に開店した丸広百貨店によるフランチャイズ店[42]。
- 丸広百貨店南浦和店 さいたま市浦和区 丸広百貨店南浦和店[42]
2003年（平成15年）5月に開店した丸広百貨店によるフランチャイズ店[42]。
- 丸広百貨店東松山店 東松山市 丸広百貨店東松山店[42]
2003年（平成15年）5月に開店した丸広百貨店によるフランチャイズ店[42]。
- 丸広百貨店上尾店 川越市 丸広百貨店上尾店[42]
2003年（平成15年）5月に開店した丸広百貨店によるフランチャイズ店[42]。
- 深谷店■ 深谷市上柴町西
元はマツモト電器深谷店であったが、マツモト電器の経営破綻でベスト電器の店舗に。
2013年（平成25年）9月29日閉店。同年10月4日に「ヤマダ電機テックランド深谷店」として新装開業。

### 千葉県
- ハイライスサントクベスト電器旭店 旭市ニ233-1[43]
- ショッパーズプラザ新浦安店 ■ 浦安市入船
さくらや全店閉店後のHOT安心保障の取扱店。2013年（平成25年）9月23日閉店。同年9月28日に「ヤマダ電機テックランドショッパーズプラザ新浦安店」として再オープン。
- 木更津店 木更津市長須賀
さくらや全店閉店後のHOT安心保障の取扱店。跡地はハードオフ・オフハウス・ホビーオフ木更津店となっている。
- 千城台店■ 千葉市若葉区千城台北
さくらや全店閉店後のHOT安心保障の取扱店。2013年（平成25年）11月4日閉店。同年11月15日に「ヤマダ電機テックランド千城台店」として再オープン。
- ららぽーと船橋店 × 船橋市浜町
船橋そごう撤退後のららぽーとTOKYO-BAY西館4階に存在したが、西館の老朽化による建て替えのため2012年1月29日閉店。他の館への移転や建て替え後の西館への再出店は行われなかった。その後南館に2016年12月10日にコジマ×ビックカメラららぽーとTOKYO-BAY店が開店した。

### 東京都
- サミットストアベスト電器方南町店 東京都杉並区方南2-20-7[44]
- 新宿高島屋店■ 東京都渋谷区・JR新宿駅新南口・タカシマヤタイムズスクエア[45]11階[46]
2001年（平成13年）9月に開店したが[45]、2009年（平成21年）8月31日に閉店した[47]。売り場面積約2,500m2[45]。
店舗跡には売り場面積約2,300m2の手芸用品専門店「ユザワヤ」が2009年（平成21年）11月1日に出店することになった[46]。
- T-ZONE渋谷店■ 東京都渋谷区
- 下丸子店 東京都大田区[36]
オリンピックと業務・資本提携して2006年（平成18年）10月に設立した「オリンピック&ベスト」が運営していたが、2008年（平成20年）2月18日閉店[36]。
- 浅草松屋店 東京都台東区 松屋浅草店6階[48]
売り場面積約2,350m2[48]。
2002年（平成14年）5月に開店したが[48]、2010年（平成22年）に閉店[11]。
- ダイエー赤羽店 東京都北区[11]
2010年（平成22年）に閉店[11]。
- 小金井店■ 小金井市本町
さくらや全店閉店後のHOT安心保障の取扱店。2013年（平成25年）11月4日閉店。同年11月15日に「ヤマダ電機テックランド小金井店」として再オープン。

### 神奈川県
- 開成店■ 足柄上郡開成町宮の台
さくらや全店閉店後のHOT安心保障の取扱店。2013年（平成25年）9月8日閉店。
2013年（平成25年）9月20日に[40]「ヤマダ電機テックランド開成店」として新装開業[41]。
- 日吉東急店■ 横浜市港北区日吉
2000年（平成12年）に出店[49]。
さくらや全店閉店後のHOT安心保障の取扱店。日吉東急アベニュー本館内にあった店舗。2013年（平成25年）10月6日閉店。同年10月18日に「ヤマダ電機テックランド日吉東急店」として再オープン。
- 溝の口店■ 川崎市高津区溝の口
さくらや全店閉店後のHOT安心保障の取扱店。2013年（平成25年）10月14日閉店。同年10月19日に「ヤマダ電機テックランド溝の口店」として再オープン。
- 二俣川店■ 横浜市旭区二俣川
2000年（平成12年）9月に長崎屋に出店した[50]。
さくらや全店閉店後のHOT安心保障の取扱店。2013年（平成25年）10月27日閉店。同年11月8日に「ヤマダ電機テックランド二俣川店」として再オープン。
- ショッパーズプラザ横須賀店 横須賀市本町2-1-12
2019年3月31日閉店。
- イオン本牧店 横浜市中区本牧原7-1イオン本牧店5階
2019年6月7日開店。2022年2月20日閉店。この店舗の閉店により関東地方からベスト電器の直営店が消滅した。

## 甲信越・北陸地区

### 石川県
- アルプラザ金沢店 金沢市諸江町上丁306-12 アルプラザ金沢2階[51]
1993年（平成5年）4月24日に出店した[51]。

- 金沢長崎屋店 金沢市西泉
2001年（平成13年）5月18日に出店した北陸直営1号店であったが[52]、2005年（平成17年）8月に閉店。現在はMEGAドン・キホーテ ラパーク金沢店の販売スペースになっている。[要出典]
- 金沢御経塚店 野々市市（出店当時は石川郡野々市町）御経塚
2003年（平成15年）6月にビビホームの後継店舗としてオープンしたものの、2004年（平成16年）9月20日に閉店。[要出典]建物はそのままゲオ金沢御経塚店になり、現在に至る。[独自研究?]

### 山梨県

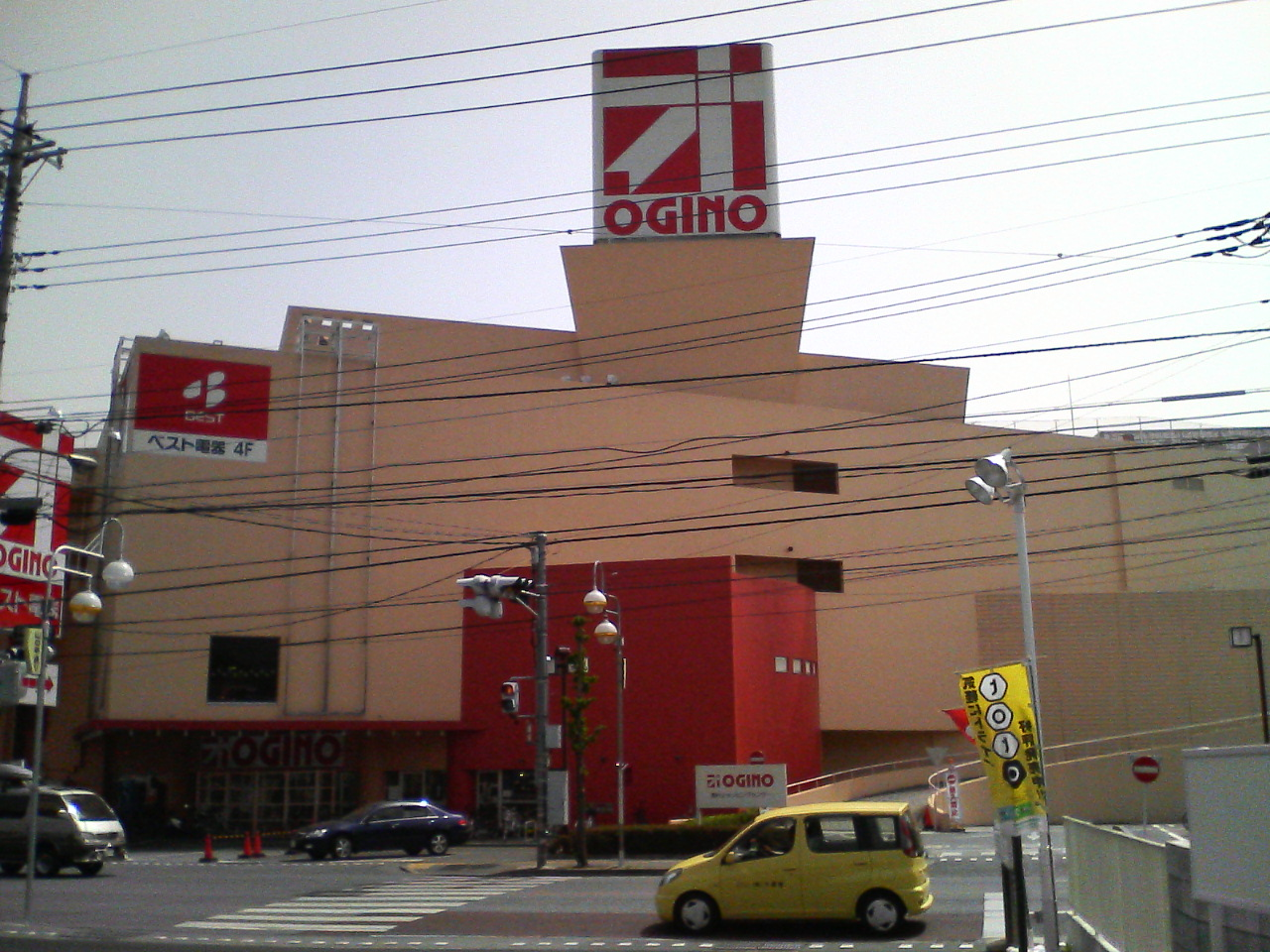
ベスト電器甲府店（2006年5月撮影）

- 甲府店 甲府市千塚
2004年（平成16年）3月にオギノ湯村ショッピングセンター内に出店するが、2007年（平成19年）8月に閉店。
- ヤオハンベスト河口湖店 南都留郡河口湖町船津2986[53]
1987年（昭和62年）11月12日の開業時に河口湖ショッピングセンター・ベル3階に開店した[53]。
2013年（平成25年）8月閉店。現在は富士の駅になっている。[要出典]

### 長野県
- アイシティ松本店■ 東筑摩郡山形村字7977[54]
アイシティ21の開業時に1階に準核店舗として2000年（平成12年）10月25日に開店した[54]。2013年（平成25年）9月29日閉店。[要出典]
2013年（平成25年）10月10日に「ヤマダ電機テックランドアイシティ松本店」として再オープン。[要出典]

## 東海地区

### 静岡県
- ヤオハンベスト三島店 三島市本町3-32[55]
八百半デパート三島店を改装して[56]同店1階に1986年（昭和61年）3月1日に開店した[57]。
- ヤオハンベスト御殿場店 御殿場市
1996年（平成8年）4月に開店した[58]。
- 浜松西店■ 浜松市西区 (現・中央区)馬郡町
2013年（平成25年）10月14日閉店。同年10月19日に「ヤマダ電機テックランド浜松西店」として再オープン。
- 甲府店 御殿場市
1996年（平成8年）4月11日に、ヤオハンジャパンの子会社ヤオハンベストの9店舗が、「ヤオハンベスト御殿場店」として開店した[59]。
- 大井川店 大井川町
1998年（平成10年）11月26日閉店[60]。
売場面積1,457m2[60]
- 西伊豆店■ 西伊豆町仁科355-1
岡山本店、山口店、山口宇部店、宇部東店、ゆめシティ下関本店と同様に九州以外の直営店としては最末期の2023年12月22日まで営業していた。翌日の12月23日にヤマダデンキテックランド西伊豆店として再開業した[広報 1]。

### 愛知県
- 名古屋本店 名古屋市中村区鳥居西通1-1[61]
地下鉄中村公園駅地上の大鳥居ビルにあった。閉店日不明。
- 今池店 名古屋市千種区
閉店日不明。
- ダイエー名古屋東店 名古屋市名東区
2012年（平成24年）8月閉店。

- 知立店 知立市長篠町大山18-1[62] ギャラリエアピタ知立東館1階[63]
- 幸田店 額田郡幸田町
2012年（平成24年）10月閉店。

## 近畿地区

### 京都府
- 精華台店 相楽郡精華町精華台
2005年（平成17年）11月3日に開業した[64]アピタタウンけいはんな（旧・ユータウンけいはんな）に開業時から出店した店舗[65]。
2010年（平成22年）7月30日閉店。

### 大阪府
- 高槻オーロラモール店 高槻市[11]
2010年（平成22年）に閉店[11]。
- 岸和田長崎屋店 岸和田市[11]
2010年（平成22年）に閉店[11]。

### 兵庫県
- 豊岡店■ 豊岡市中陰字野田 「豊岡アルコム」内[66]
売り場面積約1,650m2[66]。
2012年（平成24年）10月19日に新装開店した[66]。
2013年（平成25年）9月29日閉店。同年11月1日に近隣にあった「ヤマダ電機テックランド豊岡店」（星電社運営）として再オープン[67]（アフターサービスも継承している）。
- マルナカ西宮店　西宮市浜松原2-21　マルナカ西宮店にあった店舗。2002年春頃閉店。
- ダイエー甲子園店■ 西宮市甲子園高潮町
ダイエー甲子園店にあった店舗。2013年（平成25年）10月6日閉店。同年10月11日に「ヤマダ電機テックランドダイエー甲子園店」として再オープン。のちに閉店し、コジマ×ビックカメラ Corowa甲子園店がオープン。
- 明石店× 明石市魚住町清水2464-1
ながさわ本店にあった店舗。2006年（平成18年）9月19日閉店。
- 伊丹店 伊丹市中央1-1-1
伊丹ショッピングデパート5階にあった店舗。2007年（平成19年）8月31日に閉店。

## 中国地区

### 鳥取県
- 倉吉本店 倉吉市清谷
2013年（平成25年）8月閉店。

### 島根県
- 松江本店■ 松江市学園南
2013年（平成25年）9月16日閉店。
2013年（平成25年）9月27日に「ヤマダ電機テックランドダイエード松江学園南店」として新装開業[21]。
- 浜田店■ 浜田市港町
2013年（平成25年）9月8日閉店。
2013年（平成25年）9月20日に[40]「ヤマダ電機テックランド浜田港町店」として新装開業[41]。
- 益田店△ 益田市高津7丁目[68]
2012年（平成24年）5月11日に「アウトレットベスト」に転換した[68]ものの、2013年6月に閉店。
国道191号沿いの「ゆめタウン益田」敷地内に出店した売り場面積約999.9m2の店舗だった[68]。
- 大田店 大田市[69]
2012年（平成24年）4月30日閉店[69]。

### 岡山県
- 岡山本店■岡山市下中野　山口店、山口宇部店、宇部東店、ゆめシティ下関本店、西伊豆店と同様、2023年12月22日に営業を終了し、同月23日からヤマダデンキ テックランド岡山下中野店として再オープンした。
- 新倉敷店 倉敷市玉島爪崎1076[70]
- 倉敷本店 倉敷市沖
2012年（平成24年）2月閉店。
建物そのままにレンタルビデオ店ゲオとしてオープン。
- 岡南店 岡山市並木町2-13-14[71]
- ハピータウン岡南店 岡山市南区
2012年（平成24年）8月閉店。
- 西大寺店 岡山市東区益野町
2010年（平成22年）8月閉店。
現在はDCM西大寺店になっている。
- 笠岡店 笠岡市富岡475[70]
2012年（平成24年）7月閉店。
- ハピータウン岡北店 岡山市北区
2012年（平成24年）10月閉店。
- ハピータウン原尾島店 岡山市中区
2013年（平成24年）8月閉店。
- ハピータウン鴨方店 浅口市鴨方町
2013年（平成25年）4月閉店。
- ハピータウン高梁店 高梁市中原町
2014年（平成26年）1月閉店。
現在天満屋高梁ショップになっている。[72]
- ハピータウン玉野店 玉野市
- ベスト電器クサカ備前店 備前市東片上
2019年（令和元年）11月閉店。
- ベスト電器BFS 茶屋町店　倉敷市茶屋町
2020年（令和2年）4月閉店。
現在はたい焼き屋になっている。
- 水島店　倉敷市
1986年（昭和61）11月開店[73]。
仁科百貨店がフランチャイズ契約をして開店。

### 広島県
- ベスト電器広島本店▲ 広島市南区西蟹屋1丁目[74]
1998年（平成10年）10月24日に開店[75]。開店当初は日本で一番大きい家電量販店であった。その後、競合店が相次いで近くに出店したことで売上が低迷[76]。2007年（平成19年）9月に行われたビックカメラとの資本・業務提携の一環から、2008年（平成20年）2月11日に閉店。
『ビックカメラ ベスト広島店』時代
2008年（平成20年）3月6日に開店[77]。ビックカメラ直営店でビックカメラがベスト電器の要請を受ける形で出店。店舗面積はベスト電器広島本店時代とあまり変わっていない。
しかし、売上が計画に達しなかったことから、2011年（平成23年）5月末に閉店した[78]。
『ベスト電器 B・B 広島店』時代
ビックカメラとの関係は無くなり、ベスト電器が進める新形態店舗「B・B」として2011年（平成23年）7月8日に「ベスト電器B・B広島店」に業態変更[74]。その後、同年10月6日に全館オープンした。ビックカメラベスト広島店時代は1館がほぼ家電店であったが、ベスト電器は2階までの出店となった。2階より上の階は、ファッションセンターしまむらなどの別テナントが入店している。株式会社B&Bによる運営ではない。
- そごう広島店 広島市 そごう広島店新館9階[79]
2004年（平成16年）3月に開店し、2007年（平成19年）2月25日に閉店[79]。
- 五日市店 広島市佐伯区
2004年（平成16年）1月2日開店[80]
跡地へは建物を改装の上、フタバ図書が出店。
- 広島インター店 広島市安佐南区
2002年（平成14年）4月30日閉店。
建物を改装の上、ダイソーが出店。
- 福山本店● 福山市
建物はそのままエディオン東福山店が移転オープン。
- (初代)尾道店 尾道市栗原西二丁目11-11
建物はそのまま進物の大進が開店。
- (二代目)尾道店 尾道市東尾道14-14
2003年（平成15年）11月29日に開店[81]。
建物はそのままヒマラヤスポーツが開店。
- New東広島店 東広島市
2007年（平成19年）7月28日開店[82]、2012年（平成24年）4月30日閉店[69]。
国道375号バイパス沿いに出店した売り場面積約3,300m2の店舗で、閉店時の店名は「メガアウトレットベスト東広島店」だった[69]。跡地にはヤマダ電機が開店した。[要出典]
- 旧・東広島店 東広島市[79]
売り場面積約600m2[79]。
2007年（平成19年）にNew東広島店として移転・増床するために閉店することになった[79]。
- NEW呉店 呉市
2010年（平成22年）8月31日に閉店。[要出典]
シティパルク呉、内に出店していた。[要出典]
- ハピータウン向島店 御調郡向島町5532-8
天満屋ハピータウン向島店内に出店していた。[要出典]

### 山口県
- （初代）山口店 山口市中央1-419[83]
1973年（昭和48年）6月開店[84]
売場面積197m2[83] → 488m2[84]
- （2代目）山口店■山口市平井　上記の通り、2013年6月14日にベスト電器に再転換したが、岡山本店、山口宇部店、宇部東店、ゆめシティ下関本店、西伊豆店と同様、2023年12月22日に営業を終了し、同月23日からヤマダデンキ テックランド山口中央店として再オープンする。[要出典]
- 山口本店▲ 山口市平井[85]
売り場面積約3,722m2[85]。
1999年（平成11年）10月に開店[86]。
2009年（平成21年）4月19日に閉店。同年6月5日に「ビックカメラ山口店」が開店[87]。
ビックカメラ山口店はビックカメラとの共同出資会社「B&B」が運営するフランチャイズ店舗として運営された第1号店でもあった[87]。
2013年（平成25年）4月のビックカメラとベスト電器との提携解消に伴なって共同出資会社「B&B」が解散し[85]、「ビックカメラ山口店」は2013年（平成25年）5月31日に閉店。
2013年（平成25年）6月14日に「ベスト電器山口店」に再転換[85]
- 山口宇部店■宇部市小松原町　岡山本店、山口店、宇部東店、ゆめシティ下関本店、西伊豆店と同様、2023年12月22日に営業を終了し、同月23日からヤマダデンキ テックランド宇部中央店として再オープンする。[要出典]
- 宇部東店■宇部市東岐波　岡山本店、山口店、山口宇部店、ゆめシティ下関本店、西伊豆店と同様、2023年12月22日に営業を終了し、同月23日からヤマダデンキ テックランド宇部北店として再オープンする。[要出典]
- 山口小郡店△ 吉敷郡小郡町[84]下郷→山口市小郡下郷
1980年（昭和55年）8月開店[84]
売場面積495m2[84]
閉店後しばらくして「アウトレットベスト山口小郡店」として再開業するも、2012年10月31日に閉店。[要出典]
- 防府店 防府市栄町1-6-15[88]
1972年（昭和47年）10月開店[84]
売場面積297m2[88] → 495m2[84]
- 宇部店 宇部市中央町1-5-2[88]
1970年（昭和45年）11月開店[84]
売場面積411m2[88] → 452m2[84]
- 宇部恩田店 宇部市恩田[89]
1980年（昭和55年）7月開店[84]
売場面積284m2[84]
- 宇部厚南店 宇部市際波[84]
1980年（昭和55年）9月開店[84]
売場面積435m2[84]
- 柳井店 柳井市南町
2012年（平成24年）2月29日に閉店。[要出典]
- 光店 光市浅江
2012年（平成24年）4月30日閉店[69]。
- 萩店 萩市土原464[90]
福江電器がフランチャイズ契約をし、1979年（昭和54年）5月に開店した[91]。
2012年（平成24年）4月30日閉店[69]。
- 長門店 長門市東深川949-1[92]
2013年（平成25年）9月29日に閉店。
- 下関唐戸店 下関市竹崎町2-3-12[88]
売場面積264m2[88]
- 下関駅前店 下関市南部町24-1[93]
売場面積292m2[88]
- ベスト電器エコー 下関市竹崎町4-4-8[94]
- シーモール下関店 下関市東大和町
シーモールの立体駐車場新館完成に伴い、シーモール本館より移転。1999年（平成11年）の台風19号の影響で建物が浸水する被害を受けている。2008年（平成20年）12月30日に閉店[95]。
店舗跡は、2014年（平成26年）8月9日に場外舟券発売場「オラレ下関」が開業した[95]。
- コスパ新下関店 下関市石原[11]
ベスト電器ゆめシティ下関本店の開店に伴い、2009年（平成21年）11月11日閉店後「アウトレットベスト新下関店」として規模縮小し限定再開。2010年2月（平成22年）に正式閉店[11]。
- ゆめシティ下関本店■下関市伊倉新町　岡山本店、山口店、山口宇部店、宇部東店、西伊豆店と同様、2023年12月22日に営業を終了し、同月23日からヤマダデンキ テックランドゆめシティ下関店として再オープンする。[要出典]
- NEW山の田店× 下関市山の田東町
2004年（平成16年）6月4日に開店し、2008年（平成20年）11月16日に閉店[96]。
- 徳山店 徳山市本町[84]
1980年（昭和55年）7月開店[84]
売場面積247m2[84]
- 東徳山店 徳山市久米東[84]
1984年（昭和59年）12月開店[84]
売場面積495m2[84]
- 西徳山店 徳山市新宿通[84]
1984年（昭和59年）6月開店[84]
売場面積495m2[84]
- 周南店 周南市道源町[97]
売り場面積約3,200m2[97]。
2004年（平成16年）4月に開店し、2009年（平成21年）1月25日に閉店[97]。
- 小野田店 小野田市小野田[84]
1982年（昭和57年）8月開店[84]
売場面積297m2[84]

## 四国地区

### 徳島県
- 徳島店■ 徳島市西新浜町1-6-1
マルナカ徳島店内にあった店舗。2013年（平成25年）9月29日閉店。同年10月11日に「ヤマダ電機テックランドマルナカ徳島店」として再オープン。
- 小松島店× 小松島市江田町腰前182-3
マルナカ小松島店敷地内にあった店舗。2002年（平成14年）6月〜8月頃に閉店。[要出典]現在、マルナカ小松島店は解体されている。[独自研究?]
- 阿波店 阿波市阿波町大道北
2007年（平成19年）6月17日開店[98] 2011年（平成23年）2月28日閉店。[要出典]
- マルナカ板野店×　板野郡板野町下庄神木50-5
2006年（平成18年）2月28日閉店。[要出典]

### 香川県
- 高松本店→アウトレットベスト高松店× 高松市上福岡町
2009年（平成21年）5月24日にアウトレットベストに転換した[99]。2010年（平成22年）9月閉店。[要出典]建物が解体された跡地はダイレックス高松中央店が建っている。[独自研究?]
- New坂出店■ 坂出市入船町
2000年（平成12年）9月30日に閉店したダイエーの「ハイパーマート坂出店」[100]跡地に「コメリホームセンター坂出店」や「ラ・ムー坂出店」と共に出店し[101]、2005年（平成17年）7月に開業[101]。
2013年（平成25年）9月23日閉店。同年10月4日に「ヤマダ電機テックランド坂出店」として再オープン。これにより香川県からベスト電器は撤退した。[要出典]

### 愛媛県
- 松山本店 松山市に千舟町2丁目[102]
1995年（平成7年）開店し、2011年（平成23年）2月末閉店した[103]。
店舗跡を駐車場にするために2011年（平成23年）12月から解体工事が行われ、2012年（平成24年）3月12日に土中から建設廃材とみられる産業廃棄物が大量に埋められていたことが判明して問題となった[103]。
- 城北店 松山市平田
2013年（平成25年）8月閉店。[要出典]
- フレスポ西条店 西条市
2008年（平成20年）1月18日開店[104]
2011年（平成23年）2月末閉店[105]。

### 高知県
・野市店　香南市野市町西野の国道55号線沿いにあったが、令和4年2月28日をもって閉店。
- 閉店後は普通の会社が新たに入る予定となっている。令和4年3月現在の店舗跡は、ロゴや名前などが外され、定番のカラーは塗り替えられている。[独自研究?]

## 九州地区・沖縄地区

### 福岡県

#### 北九州地区
- 門司港店 北九州市門司区栄町101[88]
1972年（昭和47年）12月開店[106]
売場面積194m2[88][106]
現在は、auショップになっている。[独自研究?]
- 大里店× 北九州市門司区東新町
1982年（昭和57年）6月開店[106]
売場面積495m2[106]
門司店として同区梅ノ木町に移転。移転後、旧店舗はゲームショップ（リサイクルショップ）に変わったが、後に建物も解体され、現在は広い駐車場を設けたセブンイレブンとなっている。[独自研究?]
- （初代）小倉店 北九州市小倉北区船場町6-7[107]
1963年（昭和38年）6月開店[106]
売場面積1,666m2[106]
- 小倉パソコン館
1983年（昭和58年）4月開店[106]
売場面積247m2[106]
- （2代目）小倉本店△ 北九州市小倉北区浅野2丁目[108]
売り場面積約3,993m2[108]。
2012年（平成24年）6月22日に「B・B小倉本店」へ転換[108]。
旧店舗は北九州市小倉北区船場町
- 宇佐町店 北九州市小倉北区宇佐町1-9-22[107]
- 小倉南本店▲ 北九州市小倉南区葛原東
売り場面積約7,250m2の大規模店であったが、2009年（平成21年）8月9日に閉店[109]。
2009年（平成21年）9月にB&Bによる運営の第2号店として「ビックカメラ小倉南店」となり、ビックカメラのフランチャイズ店舗として運営された[109]。
2013年（平成25年）4月のビックカメラとベスト電器との提携解消に伴なって共同出資会社「B&B」が解散し[85]、「ビックカメラ小倉南店」は2013年（平成25年）5月31日に閉店。[独自研究?]
2013年（平成25年）6月14日に「ベスト電器小倉南店」に再転換[85]。売り場面積約6,356m2[85]。
- ダイエー城野店 北九州市小倉南区城野
- 徳力店○ 北九州市小倉南区守恒本町
1981年（昭和56年）6月開店[106]
売場面積363m2[106]
2009年（平成21年）7月3日、アウトレットベストに転換したが、後にベスト電器徳力店へ再転換。[独自研究?]
- 曽根店 北九州市小倉南区葛原東4-1336-5[110]
1982年（昭和57年）4月開店[106]
売場面積495m2[106]
閉店後も建物は残っており、サイバック曽根(ネットカフェ)→1階 ドラッグコーエイ・2階 全教研曽根教室→1階 シューズ愛ランド 小倉下曽根店・2階 全教研曽根教室 となっている。[独自研究?]
- （初代）八幡店 北九州市八幡東区中央2-23-4[88]
1973年（昭和48年）12月開店[106]
売場面積231m2[88][106]
- （2代目）八幡本店 北九州市八幡東区東田2丁目[111]
2003年（平成15年）10月31日に開店[112]。
売り場面積約4,437m2[111]。
2010年（平成22年）10月15日に「B・B八幡本店」へ転換[111]。
- 黒崎店 北九州市八幡西区熊手町2-3-20[88]
1966年（昭和41年）4月開店[106]
売場面積897m2[88] → 1,135m2[106]
- 黒崎コンピュータ館 北九州市八幡西区熊手
黒崎店に併設していた。[要出典]
- 黒崎コムシティ店 北九州市八幡西区黒崎
破綻したコムシティ内に出店。現在のメイト店は閉店後に出店[要出典]。
- 小嶺店○ 北九州市八幡西区上津役→北九州市八幡西区町上津役西4丁目
貸店舗→2009年（平成21年）11月28日、アウトレットベストに転換したが、ベスト電器小嶺店へ再転換。1990年代には、子峰店と表記されている場合もあった。[独自研究?]
- 八幡西店 北九州市八幡西区八枝3丁目[113]
永犬丸中学校の北西、永犬丸4丁目交差点近くに出店。[要出典]
2010年（平成22年）5月14日に新業態「B・B」の1号店「ベスト電器B・B八幡西店」へ転換[113]。
- 三ヶ森店 北九州市八幡西区永犬丸5丁目
閉店後はゲオ三ヶ森店となる。[独自研究?]
- サンリブ三ヶ森店 北九州市八幡西区三ケ森3丁目
2013年（平成25年）4月閉店。[要出典]

- 折尾店 八幡西区光明2-12-7[114]
- New折尾店 北九州市八幡西区大浦2丁目[111]
売り場面積約3,663m2[111]。
2010年（平成22年）10月15日に「B・B New折尾店」へ転換[111]。
- 若松店 北九州市若松区本町2-12-22[115]
1973年（昭和48年）4月開店[106]
売場面積313m2[106]

- （初代）戸畑店 北九州市戸畑区旭町4-2[116]
1974年（昭和49年）11月開店[106]
売場面積129m2[106]

- 1973年（昭和48年）4月開店[106]
売場面積352m2[88] → 313m2[106]
- 若松西店○ 北九州市若松区用勺町
アウトレットベストに転換したが、ベスト電器若松西店へ再転換。[要出典]ファミリーマート併設。[独自研究?]
- （初代）中間店 中間市中間鍋山1組 グリーンハイツ内[117]
1980年（昭和55年）2月開店[106]
売場面積264m2[106]
- （2代目）中間店△ 中間市蓮花寺3丁目[118] ショッパーズモールなかま西館[118]
「B・Bショッパーズモール中間店」の売り場面積約1,584m2[118]。
2012年（平成24年）3月23日に「ダイエーショッパーズモールなかま」モール館2階へ移転し、「B・Bショッパーズモール中間店」として新装開店した[118]。
旧店舗は中間市大字中間字御苗代。
- 赤間店□ 宗像市土穴
1980年（昭和55年）11月開店[106]
売場面積304m2[106]
- 東郷店□ 宗像市田熊558-1[110]
1981年（昭和56年）6月開店[106]
- 福間店 宗像郡福間町2729-6[116]
売り場面積約122m2[116]。
- 海老津店 遠賀郡岡垣町海老津1250海老津ショッピングセンター2階[117]
2010年（平成22年）に閉店[11]。
- 古賀店□ 糟屋郡古賀町大字庄字井出流→古賀市庄
- 苅田店 京都郡苅田町神田町1-8-16[119]
- サンリブエル苅田店 京都郡苅田町殿川町
2012年（平成24年）7月に閉店。[要出典]その後サンリブにはヤマダ電機が出店している。[独自研究?]
- （初代）行橋店 行橋市大字大橋567[120]
1971年（昭和46年）5月開店[106]
売場面積349m2[106]
- 行橋行事店 行橋市行事4-19-51[117]
1980年（昭和55年）4月開店[106]
売場面積257m2[106]

#### 筑豊地区
- （初代）飯塚店 飯塚市吉原町3-1[88]
1970年（昭和45年）4月開店[106]
売場面積402m2[88] → 495m2[106]
- 飯塚パソコン館□ 飯塚市吉原町
- （2代目）New飯塚店 飯塚市西徳前[121]
2006年（平成18年）3月12日に開店[122]
売り場面積約3,003m2[121]。
2011年（平成23年）11月11日に「B・B 飯塚店」へ転換[121]。
- 川津店 飯塚市大字川津苅田→飯塚市苅田
レンタルビデオ店に転換。建物は当時のまま。[独自研究?]
- 直方店 直方市古町4-12[88]
1978年（昭和53年）3月開店[106]
売場面積396m2[88] → 449m2[106]
2010年（平成22年）6月25日、B・B直方店へ転換。[要出典]
- 後藤寺店 田川市本町14[88]
売場面積214m2[88]
- （初代）田川店 田川市本町[106]
1981年（昭和56年）11月開店[106]
売場面積495m2[106]
- （2代目）田川店 田川市伊田町のスーパー店内1階へ移転→田川市伊田町の別の場所へ移転。[要出典]
田川市上本町付近で開店し、その後、スーパーアパンダ田川店に移転（スーパーの中の店舗、2003年 - 2010年）したが、アバンダが倒産し現在地にNew田川店として開店。現在はあくまで仮店舗としての店舗である。[独自研究?]
- サンリブ田川店
- 穂波店 嘉穂郡穂波町大字太郎丸→飯塚市太郎丸
当時の建物はそのまま残っており、ゲームソフトや漫画などに特化した古書店になっている。[独自研究?]
- 香春店 田川郡香春町大字香原→田川郡香春町香原
当時の建物はそのまま残っており、インターネットカフェとなっている。[独自研究?]

#### 福岡地区

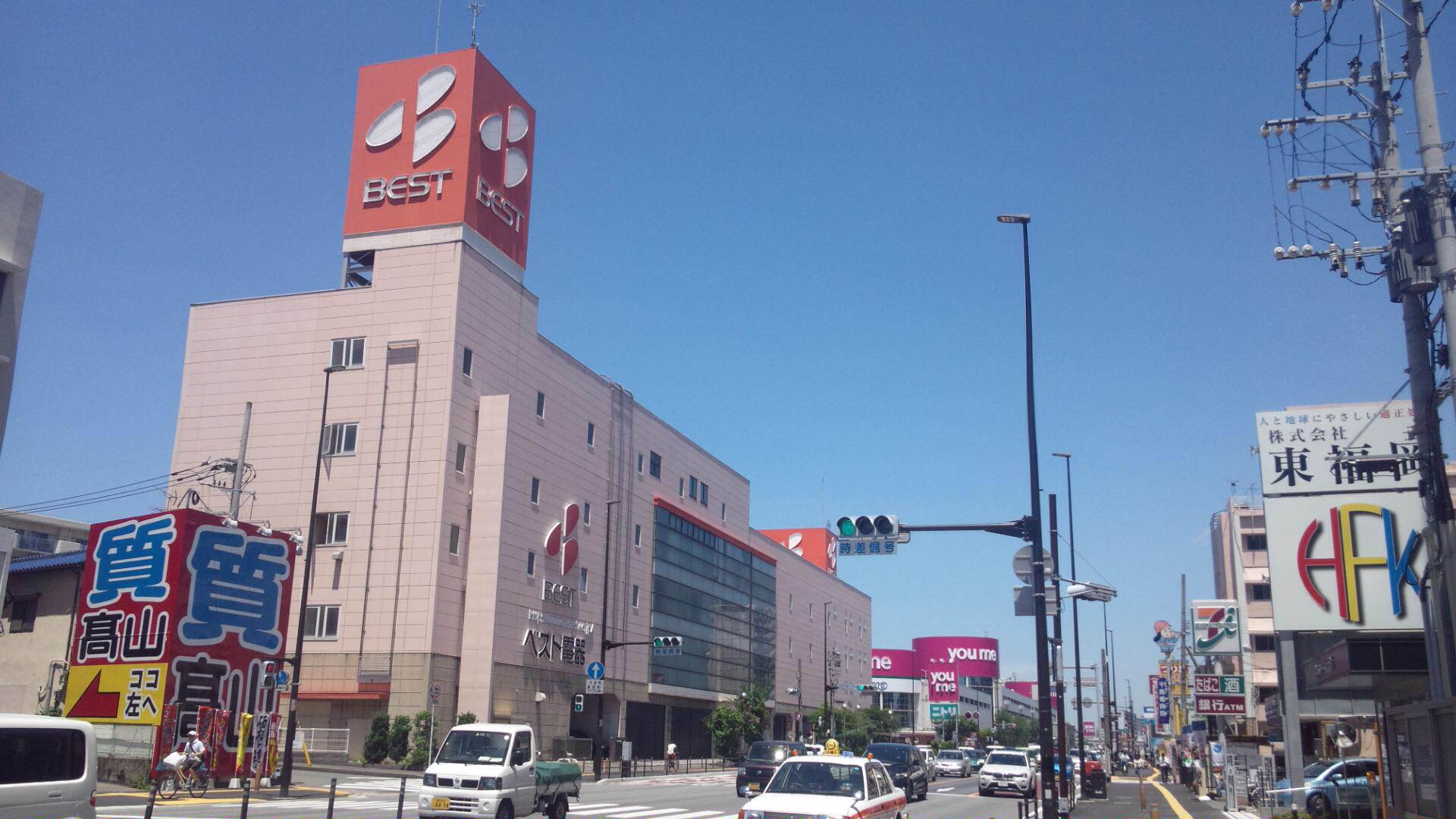
旧ベスト電器東浜店（2015年7月撮影）
現在はベスト電器本社社屋およびアウトレット博多店として使用中。

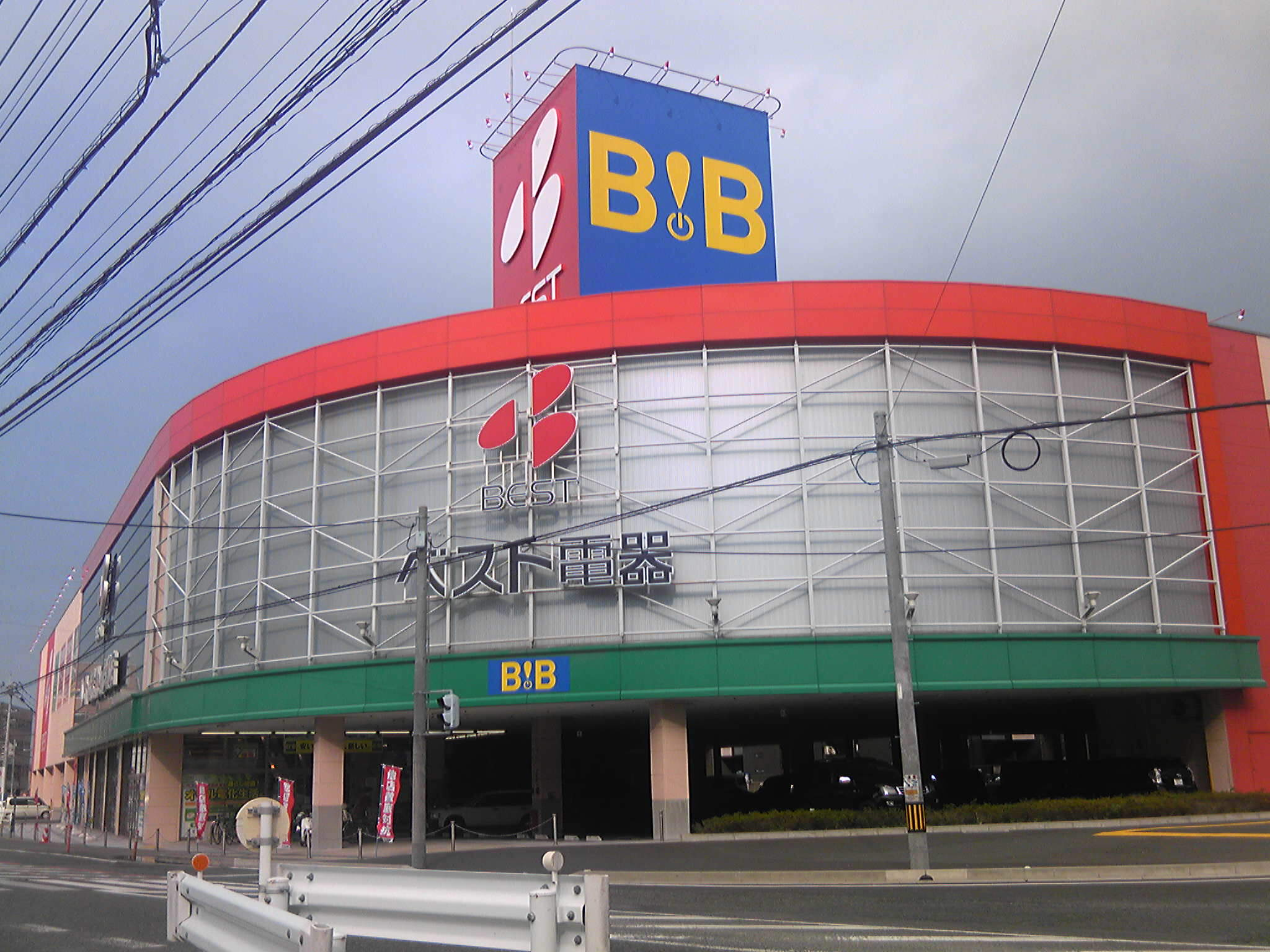
ベスト電器 B・B New伊都店
（福岡市西区）
（現在はベスト電器New伊都店）

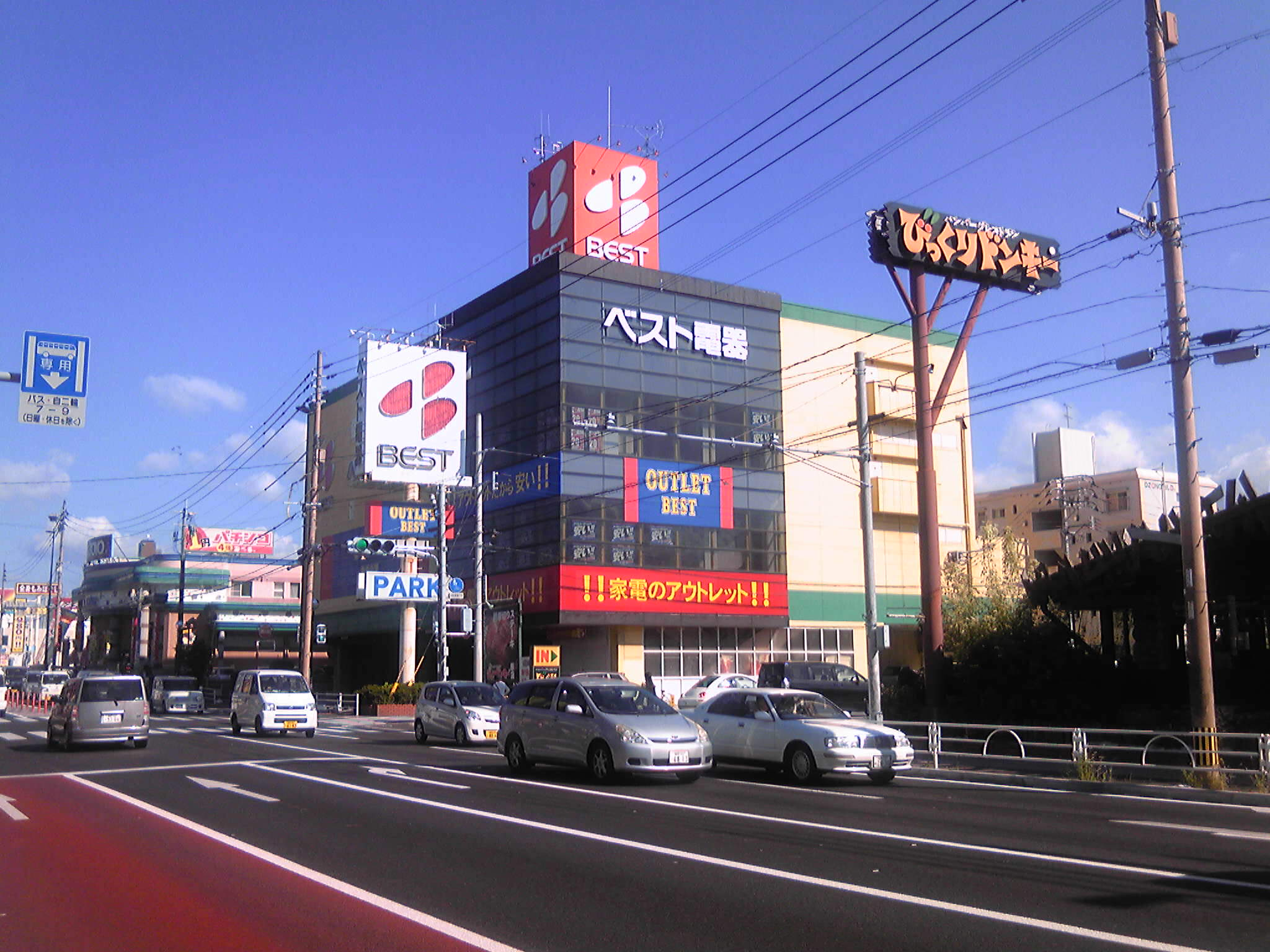
アウトレットベスト原店→ベスト電器原店→閉業し、建物は解体された。（福岡市早良区）

- ショッパーズ天神店 福岡市中央区天神4丁目 ダイエーショッパーズ福岡店内[123]
2003年（平成15年）3月21日に開店した[123]。

- （初代）香椎店 福岡市東区浜男新浜町681-15[124]
1968年（昭和43年）9月開店[106]
売場面積244m2[106]
- 香椎2ばん館 福岡市香椎[106]
1983年（昭和58年）4月開店[106]
売場面積208m2[106]
- （2代目）香椎店 福岡市東区千早4丁目[125]
福岡市の都市計画事業「香椎副都心土地区画整理事業」に伴なって閉店し、2005年（平成17年）12月2日に新店舗を開業することになった[125]。
当店跡地を含む一帯を大和ハウス工業が2005年（平成17年）12月21日に売買契約を結んで翌年2006年（平成18年）1月に取得して再開発[126]。
- （3代目）香椎店△ 福岡市東区千早5丁目[127]
2005年（平成17年）12月2日に[125]「New香椎店」として開業したが、2009年（平成21年）10月18日に閉店[127]。2009年（平成21年）11月20日にビックカメラ香椎店へ転換された[127]。
2011年（平成23年）2月11日に新装開業し、B・B香椎本店へ再転換すると共に、3階全てを環境関連商品の売り場「ソララベスト」とした[128]。
売り場面積約4,500m2[129]。
- ダイエー香椎店 福岡市福岡市東区千早5丁目
2005年（平成17年）12月2日に開業した[125]「New香椎店」[127]に集約する形で閉店した[125]。
- 東浜店 福岡市博多区千代6丁目
2005年（平成17年）12月2日に開業した[125]「New香椎店」[127]に集約する形で閉店した[125]。
閉店後、ベスト電器の本社となった。2019年9月13日「ベスト電器アウトレット博多店」として再オープン。[独自研究?]

- 箱崎店 福岡市東区箱崎1-28-14[130]

- 若宮店 福岡市東区舞松原1-11-3[130]
1979年（昭和54年）6月開店[106]
売場面積347m2[106]
ブックエコ舞松原店(2016年5月15日閉店)→リサイクルマート舞松原店(2016年8月-2018年9月17日。ブックエコ和白店跡地に移転)を経て現在は空きテナント。[独自研究?]
- ベストレンタル福岡センター 福岡市東区[11]
2010年（平成22年）に閉店[11]。
- 福重店□ 福岡市西区姪の浜1070-5[131]
- New伊都店□ 福岡市西区徳永[132]（→福岡市西区北原1丁目）
売り場面積約1,980m2[132]。
2009年（平成21年）3月19日に開店し[133]、2011年（平成23年）6月3日に「B・B New伊都店」へ転換[132]。
前原市高田の伊都店の移転扱い。[独自研究?]
- 原店 → ベストイン原店 福岡市西区大字原6-2-30[134][135]→福岡市早良区原
1979年（昭和54年）4月開店[106]
敷地面積約1,551m2[134]、売場面積726m2[106]、駐車台数約30台[134]
一度改築した後にアウトレットベストへ業態転換したが、ベスト電器原店へ再転換。2019年1月31日閉店[136]、解体された。跡地にはヤナセのBMW販売店が建設されている。
- 片江店○ 福岡市城南区神松寺
1982年（昭和57年）12月開店[106]
売場面積495m2[106]
2009年（平成21年）4月24日、アウトレットベストへ転換されたが、ベスト電器片江店へ再転換。[要出典]
- 野間店× 福岡市南区野間4-17-38[131]
1979年（昭和54年）11月開店[106]
売場面積330m2[106]
建物は解体され、現在はグリーンコープ野間店。[独自研究?]
- 井尻店 福岡市南区井尻美松町8-4[137]（旧・大字井尻字坪根8-4[116]）
1973年（昭和48年）11月開店[106]
売場面積297m2[106]、駐車台数約100台[134]
現在は不動産屋。当時の建物かどうかは不明。[独自研究?]
- 大橋店 福岡市南区三宅5604[137]
- 弥永店 福岡市南区柳瀬1-33-15[131]
- 屋形原店× 福岡市南区屋形原1145-1[135]
1978年（昭和53年）11月開店[106]
売場面積281m2[106]
建物は解体され、跡地にはパチンコ店とガソリンスタンドが建っている。[独自研究?]
- 七隈店 福岡市西区七隈2-23[135]
- 友泉店 福岡市西区長尾5-31-23[135]
- ユーテクプラザ店 福岡市中央区渡辺通
建物は現存し、全館天神ロフトになっている。
- 博多店 福岡市博多区[138]
2009年（平成21年）に「メガアウトレットベスト博多店」へ業態転換した[138]。

- 博多駅東店 福岡市博多区博多駅東2-4-6[116]
1974年（昭和49年）11月開店[106]
売場面積824m2[106]

- ベストイン筑紫通店 福岡市博多区東光寺町1-3-1[130]
1974年（昭和54年）11月開店[106]
売場面積442m2[139]、駐車台数約60台[134]
現在はエコモールで、当時の建物が使われている。[独自研究?]
- 雑餉隈店 福岡市博多区銀天町1-1-3[88]
売場面積294m2[88]
銀天町商店街の中にあった。

- 六本松店 福岡市六本松2-15-15[114]
1979年（昭和54年）3月開店[106]
売場面積92m2[106]
- 周船寺店 福岡市周船寺[106]
1979年（昭和54年）12月開店[106]
売場面積264m2[106]
- 和白店 福岡市下和白545-6[130]
1981年（昭和56年）11月開店[106]
売場面積468m2[106]、駐車台数約20台[134]

- （初代）前原店 糸島郡前原町大字前原290-8[88]
1981年（昭和56年）3月開店[106]
売場面積231m2[88] → 446m2[106]
旧店舗跡地は薬局を経てブックオフとなったが、近隣地へ移転。建物は解体され更地となった。また、近隣のサンリブ店内にも店舗を設けていた。[独自研究?]
- （2代目）前原店△
売り場面積約1,980m2[132]。
2011年（平成23年）6月3日に「B・B前原店」へ転換[132]。
→前原市前原西→糸島市前原西3丁目[132]
- 宗像バイパス店△ 宗像市野坂[140]
売り場面積約3,112m2[140]。
2011年（平成23年）1月28日に「B・B宗像バイパス店」へ転換[140]。
- （初代）志免店 糟屋郡志免町志免1484[117]
1978年（昭和53年）11月開店[106]
売場面積373m2[106]
- （2代目）志免店△ 糟屋郡志免町志免中央
旧店舗は糟屋郡志免町大字志免古賀の町
売り場面積約2,541m2[140]。
2011年（平成23年）1月28日に「B・B志免店」へ転換[140]。
- 春日原店 春日市春日原北町2-27[116]
1974年（昭和49年）10月開店[106]
売場面積244m2[106]
サニー春日原店近くに存在した。[独自研究?]
- 春日店× 春日市大和町[141]
2010年（平成22年）5月14日にB・BNew春日店へ転換[141]。
- （初代）西春日店× 春日市大字須玖960[117]
1979年（昭和54年）4月開店[106]
売場面積439m2[106]
- （2代目）西春日店× 春日市須玖北
福岡徳洲会病院の近くにあった。現在は駐車場になっている。[独自研究?]
- 下大利店 大野城市下大利548-15[116]
1975年（昭和50年）12月開店[106]
売場面積297m2[106]
- 南ヶ丘店 大野城市[11]南ヶ丘→大野城市紫台
2010年（平成22年）に閉店[11]。建物はそのままリサイクルショップになっている。[独自研究?]
- 大野城店 大野城市瓦田1138 はらだ産業内[117]
2001年閉店? 建物はそのまま現在はゲオ大野城店。[独自研究?]
- 太宰府店△ 太宰府市向佐野4丁目[141]
旧店舗は太宰府市大字大宰府字君畑→太宰府市朱雀
2009年（平成21年）3月20日、アウトレットベストへ転換。既存店舗からアウトレットベストへ転換した第1号店でもある。[要出典]
2010年（平成22年）5月14日にB・BNew太宰府店へ再転換[141]。
- 二日市店□ 筑紫野市二日市581-13[117]
1981年（昭和56年）4月開店[106]
売場面積125m2[88] → 320m2[106]
- 原田店 筑紫野市原田
2009年（平成21年）閉店? 建物はそのまま現在はゲオ原田店。[独自研究?]

#### 筑後地区
- （初代）甘木店 甘木市甘木1813[88]
1972年（昭和47年）12月開店[106]
売場面積290m2[88] → 422m2[106]
- （2代目）甘木店● 甘木市甘木→朝倉市甘木[142]
売り場面積約2,465.1m2[142]。
2011年（平成23年）8月12日に「B・B甘木店」に転換されたものの[142]、2013年（平成25年）9月16日閉店。同年11月1日に「エディオン甘木店」としてエディオンの店舗としてオープン。[要出典]
旧店舗は建物はそのままミニストップになっている。
- 三輪店□ 朝倉郡三輪町大字依井宇野田→朝倉郡筑前町依井
- 久留米店 久留米市東町大字三角38-13[143] 西鉄久留米駅前[88]
1970年（昭和45年）6月開店[106]
売場面積782m2[88] → 1,241m2[106]
2003年（平成15年）閉店。西鉄久留米駅前に存在した。現在は建物はそのまま全教研になっている。[独自研究?]
- コンピュータウン久留米店 久留米市東合川
ゲオ久留米合川店。現B・B久留米店に隣接。[独自研究?]
- 国分店 久留米市国分町神楽田1158-1[134]
1979年（昭和54年）4月開店[106]
売場面積293m2[106]、駐車台数約15台[134]
- 六ツ門店 久留米市六ツ門町2-48[131]
1980年（昭和55年）8月開店[106]
売場面積417m2[106]
- 善導寺店 久留米市善導寺町[106]大字与田字大手木→久留米市善導寺町与田字大手木
1982年（昭和57年）7月開店[106]
売場面積495m2[106]
現在はハードオフ。[独自研究?]
- （初代）八女店 八女市本町1-305[88]
1974年（昭和49年）7月開店[106]
売場面積99m2[88] → 492m2[106]
- （2代目）八女店△ 八女市蒲原[144]
旧店舗は八女市大字納楚万上田、建物はそのままミニストップになっている。[独自研究?]
売り場面積約3,609m2[144]。
2008年（平成20年）7月9日に「New八女店」として開店[145]
2010年（平成22年）6月17日に「B・B New八女店」へ転換[144]。
- （初代）柳川店 山門郡三橋町藤吉526[146]
1979年（昭和54年）7月開店[106]
売場面積452m2[106]
- （2代目）柳川店△ 柳川市三橋町[147]今古賀
売り場面積約2,508m2[147]。
2010年（平成22年）11月12日に「B・B柳川店」へ転換[147]。
旧店舗は山門郡三橋町大字下百田字堺町。
- ベスト電器中島店 柳川市大和町中島517[148]

- 大牟田ゆめタウン店△ 大牟田市旭町ゆめタウン大牟田[144]
売り場面積約2,575m2[144]。
2010年（平成22年）6月17日に「B・B大牟田ゆめタウン店」へ転換[144]。
- 新栄町店 大牟田市新栄町1-1-98[83]
売場面積460m2[83]
- 大牟田松屋店 大牟田市本町1-6-4 松屋2階[131]
売場面積330m2[83]
- 四ツ山店 大牟田市三里町3-5-7 ウィーンライトビル1階[131]
1980年（昭和55年）6月開店[106]
売場面積226m2[106]
- 筑後店 筑後市山ノ井234-4[149]
- （初代）大川店 大川市榎津315[117]

### 佐賀県
- 佐賀店 佐賀市松原1丁目2-22[83]
1969年（昭和44年）5月開店[106]
売場面積644m2[83] → 446m2[106]
- 佐賀本店 佐賀市兵庫南1丁目
佐賀店の移転。現在はダイソーが出店。[独自研究?]
- 佐賀本店 佐賀市兵庫町[150]
売り場面積約4,841m2[150]。
ゆめタウン佐賀内に移転。2012年（平成24年）9月21日に「B・B佐賀本店」へ転換[150]したが、現在はベスト電器佐賀本店に再転換。
- 本庄店 佐賀市本庄町[151]
売り場面積約1,650m2[151]。
2006年（平成18年）11月閉店後、2009年（平成21年）6月、アウトレットベスト佐賀本庄店[151]として再オープンし、現在はベスト電器佐賀本庄店に転換。
- エコーベスト電器若楠店 佐賀市高木瀬町大字高木1477-7[152]
エコーがフランチャイズ契約をし、1981年（昭和56年）3月に開店した[91]。
- エコーベスト電器鍋島店 佐賀市鍋島町大字八戸溝944-1[152]

- 佐賀北店 佐賀市高木瀬町大字東高木
2000年（平成12年）閉店。跡地にはスーパーモリナガ高木瀬店が開店。[独自研究?]
- 佐賀大和店 佐賀市大和町尼寺[153]
2000年（平成12年）9月9日に「イオンショッピングタウン大和」（現・イオンモール佐賀大和）内に開店した[154]。
売り場面積約3,300m2[153]。
2011年（平成23年）11月25日に「B・B佐賀大和店」へ転換[153]したが、現在はベスト電器佐賀大和店に再転換。
- （初代）伊万里店 伊万里市伊万里字新町甲44[83]
1972年（昭和47年）5月開店[106]
売場面積113m2[83] → 460m2[106]
- （2代目）伊万里店 伊万里市二里町八谷搦[155]
売り場面積約2,013m2[155]。
2011年（平成23年）5月20日に「B・B伊万里店」へ転換[155]。
- 唐津店 唐津市中町1861-13[83]
1971年（昭和46年）2月開店[106]
売場面積148m2[83][106]
- まいづる店 唐津市南城内1-1 まいづるデパート3階[156]
- 唐津バイパス店● 唐津市鏡[155]
売り場面積約2,475m2[155]。
2001年（平成13年）1月に開店し[157]、2011年（平成23年）5月20日に「B・B唐津バイパス店」へ転換された[155]。
2012年（平成24年）12月にヤマダ電機がベスト電器を買収し[158]、公正取引委員会が同一地区に複数の店舗がある場合に他社に売却するように指示したことから、「エディオン」に譲渡され[157]、2013年9月16日に閉店することになった[157]。
店舗跡は、同年11月8日に「エディオン唐津店」が開業した。[独自研究?]
- （初代）鹿島店 鹿島市高津原4303-4[156]
1978年（昭和53年）10月開店[106]
売場面積231m2[106]
- （2代目）鹿島店 鹿島市高津原四本松[159]
売り場面積約1,607.1m2[159]。
2011年（平成23年）10月28日に「B・B鹿島店」へ転換[159]。
- 武雄店 武雄市武雄町大字富岡字西浦8444-1[120]
売り場面積約122m2[120]。
- 江北店 杵島郡江北町山口三本松三[159]
売り場面積約1,320m2[159]。
2011年（平成23年）10月28日に「B・B江北店」へ転換[159]。
- エコーベスト電器牛津店 小城郡牛津町上砥川244[156]
- エコーベスト電器多久店 多久市北多久町大字小侍字砂原[160]
- 小城店 小城市小城町
2019年（平成31年）1月6日閉店し[161][162]、同年2月8日に小城市三日月町にベスト電器佐賀小城店として移転[161]。

### 長崎県
- 長崎新地店 長崎市新地町9-1[83]
1981年（昭和56年）11月開店[84]
売場面積825m2[83] → 909m2[84]
- 佐世保店 佐世保市島瀬町9-4[83]
1971年（昭和46年）3月開店[84]
売場面積264m2[83][84]
- 佐世保本店 佐世保市大塔町[163]
売り場面積約3,465m2[163]。
2011年（平成23年）8月26日に「B・B佐世保本店」へ転換[163]されたものの、「B・B」業態の廃止により、再び佐世保本店に戻る。
- 四ヶ町店 佐世保市下京町
2021年（令和3年）11月21日をもって閉店。同年12月3日に本島町の百貨店TWINKLE西沢4階内へ移転し、長崎四ヶ町店として新規オープンした。
- （初代）諫早店 諫早市東本町88-1[83]
1972年（昭和47年）11月開店[84]
売場面積661m2[83] → 612m2[84]
後述する（2代目）諫早店とは別店舗。
- 諫早本店● 諫早市長野町1640-1[164]
売り場面積約2,314m2[164]。
2010年（平成22年）12月10日に「B・B諫早本店」へ転換[164]。
B・B諫早本店へ転換されたものの、2013年（平成25年）10月14日閉店[要出典]。同年12月6日に「エディオン諫早店」としてエディオンの店舗としてオープン[165]されたが、2025年（令和7年）4月11日に隣接地となる国道57号線の長野東交差点の角地（同町1628-1）へ新築移転した[166]。
空き店舗となった同地をヤマダデンキが取得し、居抜き出店する形で2025年（令和7年）7月18日に（2代目）諫早店をオープン[167]。エディオンへの譲渡に伴う閉店以来、約11年9ヶ月ぶりに同地に「ベスト電器」が再出店した。
- 多良見店 諫早市多良見町市布[164]
売り場面積約1,814m2[164]。
2010年（平成22年）12月10日に「B・B多良見店」へ転換[164]されたものの、佐世保本店同様、「B・B」業態の廃止により、再び多良見店に戻る。
- 島原店● （島原市）
島原電化センターがフランチャイズ契約をし、1979年（昭和54年）5月に開店した[91]。
B・B島原店へ転換されたものの、2013年（平成25年）10月14日閉店[要出典]。同年12月6日に「エディオン島原店」としてエディオンの店舗としてオープン[168]。
- 国見店（雲仙市）
2006年（平成18年）11月15日に開店[169]
- 壱岐店 壱岐市郷ノ浦町柳田触[170]
新店舗の売り場面積約789m2[170]。
2012年（平成24年）11月16日に旧店舗の約400m北側にあるドラッグストアモリ郷ノ浦店跡地へ移転・増床した[170]。
- 福江店 五島市三尾野1-8-5
2024年（令和6年）2月18日閉店[171][172]
同年3月8日に旧店舗から約2.8km西側の籠淵町へ移転オープンした。
- コンピュータウンながさき（長崎市）
ベスト電器新地店の隣にベスト電器パソコン館としてオープン。その後新地店のビルに移転しコンピュータウンながさきにリニューアル。現在はセブンイレブン 長崎おらんだ橋店。[独自研究?]

### 熊本県
- 熊本銀座通店 熊本市下通1-9-4[83]宇都宮ビル[173]
1971年（昭和46年）5月開店[84]
売場面積1,241m2[83][84]
- 下通店 熊本市下通2-2-31[173]
- 岩田屋伊勢丹店 熊本市桜町3-22[173]
1979年（昭和54年）3月開店[84]
売場面積191m2[84]
- 熊本新市街店 熊本市新市街10-6[83]
1984年（昭和59年）3月開店[106]
売場面積231m2[83] → 178m2[106]
- 健軍店 熊本市若葉町3-1-1[83]
1974年（昭和49年）5月開店[84]
売場面積112m2[83] → 297m2[84]
- ニコニコ堂ベスト電器浜線店 熊本市田迎町八反坪296-3[174]
- 北熊本店△ 熊本市室園町[175]
2010年（平成22年）8月27日に「B・B北熊本店」へ転換[175]。
- 熊本東バイパス店△ 熊本市西原3丁目326-27[176]
売場面積297m2[84]
2010年（平成22年）8月27日に「B・B熊本東バイパス店」へ転換[175]。
- 上熊本店△ 熊本市上熊本2丁目[177]
売り場面積約560m2[177]。
2009年（平成21年）7月17日に「アウトレットベスト上熊本店」へ転換[177]。
2022年（令和4年）7月10日に閉店し、同月29日にドン・キホーテパウ上熊本店跡地へ移転し、新上熊本店として新規オープンした。[要出典]
- コンピュータウン 熊本市幸田[178]
店舗跡に2006年（平成18年）2月24日に関連会社・「遊mix」が「インターネットカフェCYBAC御幸店」を開店[178]。
- インターネットカフェCYBAC御幸店 熊本市幸田[178]
2010年（平成22年）に閉店[11]。
- 武蔵ヶ丘生活家電館 熊本市[11]
2010年（平成22年）に閉店[11]。

- （初代）菊池店 菊池市隈府553[179]
- 八代店 八代市本町3-4-72[83]
売場面積244m2[83]
- 八代中央店 八代市本町2-4-12[83]
売場面積135m2[83]
- New八代店 八代市旭中央通[180]
2002年（平成14年）11月15日に開店[181]。
売り場面積約1,980m2[180]。
2011年（平成23年）12月9日に「B・B New八代店」へ転換[180]。

- 荒尾シティモール店△ 荒尾市緑ヶ丘1丁目[182]
2階のボウリング場とカラオケ店の跡に2007年（平成19年）6月に開店[182]。
「アウトレットベスト」に転換されたものの、2013年（平成25年）6月閉店。[要出典]
- （初代）宇土店（宇土市[84]）
1981年（昭和56年）11月開店[84]
売場面積297m2[84]
宇土市民体育館横にあった。建物はそのままで現在は葬儀場になっている。[独自研究?]
- （2代目）宇土店（宇土市）
2017年（平成29年）10月22日閉店。[要出典]
- （初代）玉名店 玉名市中1176-1[179]
- 天草本店（天草市）
2012年（平成24年）9月閉店。[要出典]
- 芦北店 （葦北郡芦北町）
2013年（平成25年）8月18日閉店。[要出典]
- （初代）人吉店 人吉市下林町12[183]
1982年（昭和57年）5月開店[84]
売場面積298m2[84]
- サンロードシティ人吉店● 人吉市下漆田町[184] サンロードシティ人吉内[184]
2013年（平成25年）10月14日閉店。[要出典]
2013年（平成25年）11月1日付で譲渡され、同月29日に「エディオンサンロードシティ人吉店」として新装開店した[184]が、移転の為閉店[185]。その跡地に2023年6月9日、ベスト電器が再出店している[186]。
- （初代）玉名店 玉名市[84]
1981年（昭和56年）7月開店[84]
売場面積297m2[84]
- （2代目）玉名店 玉名市築地[187]
売り場面積約2,739m2[187]。
2011年（平成23年）10月14日に「B・B 玉名店」へ転換[187]。
- （初代）マルタ山鹿店 山鹿市山鹿1 温泉プラザビル1階[188]
- （2代目）山鹿店 山鹿市方保田[187]
売り場面積約2,442m2[187]。
2011年（平成23年）10月14日に「B・B 山鹿店」へ転換[187]。
- マルタ店 鹿本郡植木町滴水50-1[189]
- （初代）大津店 菊池郡大津町室743-3[189]
- （初代）菊池店 菊池郡菊池町隈府553[188]
- （初代）矢部店 上益城郡矢部町下市55[190]

### 大分県

#### 別府・大分地区
- （初代）大分店 大分市中央町2-3-4[83]
1971年（昭和46年）7月開店[84]
売場面積1,155m2[83] → 1,412m2[84]
- 大分パソコン館（コンピュータウン大分本店・大分本店別館） 大分市中央町[191]
1986年（昭和61年）6月22日開店[191]
売場面積779m2[191]

現在は居酒屋。
- 南大分店 大分市豊饒字中島280-2[192]
1981年（昭和56年）4月10日開店[192]
延べ床面積397.80m2[192]
大分交通FC1号店として「カークリーンマッハ大分店」跡地に開店した[193]。
- 大分本店

2016年にアクロスプラザ大分駅南に移転。ジュンク堂書店が入居。
- （初代）高城店（大分市城東町[84]）
1985年（昭和60年）1月開店[84]
売場面積297m2[84]

現在はGEO。
新高城店が2009年（平成21年）1月31日に開店
- 宗方店（大分市）

「エブリワン宗方店」は2013年（平成25年）11月21日に開店。
- 明野店（大分市東明野[84]）
1981年（昭和56年）7月開店[84]
売場面積297m2[84]

現在はGEO。
- 古国府店（大分市）

現在はハードオフ・ホビーオフ・オフハウス。
- 賀来店（大分市大字賀来）
1990年（平成2年）2月13日開店[191]
売場面積501m2[191]
- コンピュータウン光吉店（大分市）
- サンリブフリーモールわさだ店（大分市）
2004年（平成16年）1月8日に開店[196]。

家具店を経て現在はダイソー。
- 森町店（大分市）

現在はマンガ倉庫。
- 戸次店（大分市）

ベストサービスカスタマーサポート大分→2019年4月よりホームワイド戸次店生活館
- （初代）別府店 別府市元町6-27[83]
売場面積259m2[83]

旧マルショク流川店向かい。現在はマンション。
- （2代目）別府店 別府市船小路1-1[197]
1984年（昭和59年）11月24日開店[197]
延べ床面積397.80m2[197]
大分交通FC7号店[197]。

現在はブックオフ・オフハウス。
- New別府店 別府市北中7丁目[198]
2006年（平成18年）3月22日に開店[199]。
売り場面積約3,300m2[198]。
2011年（平成23年）4月15日に「B・B New別府店」へ転換[198]。現：ベスト電器New別府店。
- FCマルショク流川店 別府市楠町4-18[200]
別府マルショクがフランチャイズ契約をし、1981年（昭和56年）3月に開店した[91]。

その後ダイソーが4階から移転した。2013年（平成25年）2月にマルショク流川店も建替えのため閉店。2016年にマルショク流川通り店に。
- 日出店 速見郡日出町字片向3449-1[197]
1982年（昭和57年）11月12日開店[197]
延べ床面積383.34m2[197]
大分交通FC4号店[197]。

2013年（平成25年）9月29日閉店。現在はGEO

#### その他の大分県内
- （初代）佐伯店 佐伯市中央区157-2[83]
1973年（昭和48年）6月開店[84]
売場面積181m2[83] → 297m2[84]
- （2代目）佐伯店 佐伯市常盤東町[203]
1989年（平成元年）11月20日開店[203]
売場面積501m2[203]
- New佐伯店 佐伯市鶴岡西2丁目[198]
売り場面積約2,527m2[198]。
2011年（平成23年）4月15日に「B・B New佐伯店」へ転換[198]→「ベストテックランドNew佐伯店」に。[要出典]
- （初代）中津店 中津市大字島田795-1[204]
1988年（昭和63年）5月4日開店[203]
売場面積949m2[203]
2006年（平成18年）10月1日に新店舗が開店[205]。

リサイクルショップが入居していたが、2012年（平成24年）に解体。
- コンピュータウン中津中央店 中津市

2011年（平成23年）に解体。
- サンリブ中津店（中津市）

サンリブ中津のイベントホール。
- （初代）宇佐店 宇佐市[84]
1981年（昭和56年）7月開店[84]
売場面積297m2[84]

2011年（平成23年）に解体。現在は店舗跡に太陽光発電パネルが置かれている。
- （2代目）宇佐店 宇佐市大字四日市[203]
1989年（平成元年）10月4日開店[203]
売場面積578m2[203]
- サンリブ四日市店（宇佐市）

現在は空きフロア。サンリブ四日市は2017年に閉店、解体。
- 豊後高田店 豊後高田市大字高田小塩田991-1[197]
1985年（昭和60年）4月25日開店[197]
延べ床面積488m2[197]、売場面積322m2[84]
大分交通FC8号店[197]。

大交北部バス豊後高田駅に出店していた。現在は待合スペースなど。
- （初代）日田店 日田市三本松2-218[204]）
1973年（昭和48年）10月開店[84]
売場面積594m2[84]
- （2代目）日田店 日田市[147]
売り場面積約2,442m2[147]。
2010年（平成22年）11月12日に「B・B日田店」へ転換[147]→「ベストテックランドNew日田店」に。[要出典]
旧店舗は古書店が入居。[独自研究?]
- サンリブ日田店（日田市）

現在はサンリブ日田の売場。
- （初代）竹田店 竹田市大字拝田原字津留504-2[197]
1983年（昭和58年）7月15日開店[197]
延べ床面積400m2[197]
売場面積505m2[203]
大分交通FC6号店[197]。

周辺店舗と共に解体後、敷地内に竹田店の新店舗。
- 杵築店 杵築市大字杵築北浜665−150[192]
1981年（昭和56年）9月25日開店[192]
延べ床面積429.10m2[192]
売場面積524m2[203]
大分交通FC2号店として開店した[192]。
2013年（平成25年）9月29日閉店。[要出典]解体。[独自研究?]
- （初代）三重店 大野郡三重町久知良大字内田字中田950-3[197]
1982年（昭和57年）11月20日開店[197]
延べ床面積444.30m2[197]
大分交通FC5号店[197]。

### 宮崎県
- （初代）橘ベスト電器宮崎店 宮崎市橘通西3-10-32[206]
50％を出資して設立した[207]「橘ベスト電器」と1971年（昭和46年）7月にフランチャイズ契約をした[208]。
橘ジャスコ3階に出店していた[209]。
- （2代目）宮崎店 宮崎市橘通西4-3-24[210]
- 宮崎本店 宮崎市恒久上代[211]
売り場面積約2,145m2[211]。
2010年（平成22年）10月1日に「B・B宮崎本店」へ転換[211]。
- 宮崎西店 宮崎市大塚町[211]
売り場面積約2,280m2[211]。
2010年（平成22年）10月1日に「B・B宮崎西店」へ転換[211]。
- ミエル都城店 都城市イオンモールミエル都城駅前2階[212]
売り場面積約2,424m2[212]。
2010年（平成22年）7月29日に「B・Bミエル都城店」へ転換[212]。
- New日南店 日南市瀬貝2丁目[213]
売り場面積約1,864.5m2[213]。
2006年（平成18年）3月9日に開店[214]。
2010年（平成22年）7月29日に「B・B New日南店」へ転換[213]。
- 小林店 小林市堤金鳥居[213]
売り場面積約1,719.3m2[213]。
2010年（平成22年）7月29日に「B・B小林店」へ転換[213]。
- （初代）橘ベスト電器日向店 日向市上町18-12[210]
上町商店街、アスティ寿屋（現・トライアル）そば。区画整理と道路拡張で歩道に。[独自研究?]
- （2代目）日向店 日向市
2013年（平成25年）8月閉店。
- 高鍋店 児湯郡高鍋町[215]
売り場面積約2,201m2[215]。
2012年（平成24年）3月23日に「B・B高鍋店」へ転換[215]。
- 延岡店 延岡市浜町[121]
売り場面積約2,607m2[121]。
2011年（平成23年）11月11日に「B・B 延岡店」へ転換[121]。

### 鹿児島県
- カコイエレクトロがフランチャイズ契約を結んで20店舗を経営していたが、2012年（平成24年）12月にヤマダ電機がベスト電器を買収し、公正取引委員会が同一地区に複数の店舗がある場合に他社に売却するように指示した際に種子島地区がその対象となった[158]。
その際に、埼玉県秩父市では矢尾百貨店の店舗が維持されてテックランドNew秩父店をエディオンに譲渡したが、種子島では当社のフランチャイズ契約をエディオンに切り替えることになった[216]。
そのため、「カコイエレクトロ」は2013年（平成25年）10月15日にフランチャイズ（FC）契約を解消してエディオンに移行するため、同年9月末までに20店舗全てを閉店した[158]。
この時点で、ベスト電器のFC契約のうち売上高約480億円のうち約159億円と3分の1を占め[216]、店舗数でも国内241店あったうち約1割を占めていた[217]。
- 鹿児島本店 鹿児島市
「カコイエレクトロ」フランチャイズ契約を結んで経営していた[158]。
フランチャイズ契約を解消して「エディオン」に移行するため、2013年（平成25年）9月末までに閉店した[158]。
2013年（平成25年）10月25日に「エディオン」のフランチャイズ店として開店した[218]。
- 鹿児島南店 鹿児島市宇宿2丁目[218]
「カコイエレクトロ」フランチャイズ契約を結んで経営していた[158]。
フランチャイズ契約を解消して「エディオン」に移行するため、2013年（平成25年）9月末までに閉店した[158]。
2013年（平成25年）10月25日に「エディオン」のフランチャイズ店として開店した[218]。
- 伊敷店 鹿児島市伊敷町3180[219]
- 県庁前店 鹿児島市山下町12-25[219]
- 柴原店 鹿児島市柴原4-19-4[219]
- 慈眼寺店 鹿児島市下福元町869-1[219]
- 中町店 鹿児島市中町5-5[219]
- 谷山店 鹿児島市東谷山3-34-27[219]

- 鹿児島川内店 川内市西向田町10-6[220]
「カコイエレクトロ」フランチャイズ契約を結んで経営していた[158]。
フランチャイズ契約を解消して「エディオン」に移行するため、2013年（平成25年）9月末までに閉店した[158]。
2013年（平成25年）10月25日に「エディオン」のフランチャイズ店として開店した[218]。
- 大小路店 川内市大小路町2448[221]
- 鹿児島鹿屋店 鹿屋市北田町12-17[220]
「カコイエレクトロ」フランチャイズ契約を結んで経営していた[158]。
フランチャイズ契約を解消して「エディオン」に移行するため、2013年（平成25年）9月末までに閉店した[158]。
2013年（平成25年）10月25日に「エディオン」のフランチャイズ店として開店した[218]。
- 鹿児島出水店 出水市上知識23-2[221]
「カコイエレクトロ」フランチャイズ契約を結んで経営していた[158]。
フランチャイズ契約を解消して「エディオン」に移行するため、2013年（平成25年）9月末までに閉店した[158]。
2013年（平成25年）10月25日に「エディオン」のフランチャイズ店として開店[218]。しかし、2016年5月22日をもって閉店。[要出典]
その後、隣接するダイレックス出水店が跡地を取得、2018年11月29日に新店舗を開業。[要出典]
- 鹿児島指宿店 指宿市十二町1447[221]
「カコイエレクトロ」フランチャイズ契約を結んで経営していた[158]。
2008年（平成20年）6月23日開店[222]
フランチャイズ契約を解消して「エディオン」に移行するため、2013年（平成25年）9月末までに閉店した[158]。
2013年（平成25年）10月25日に「エディオン」のフランチャイズ店として開店した[218]。
- 鹿児島姶良加治木店
「カコイエレクトロ」フランチャイズ契約を結んで経営していた[158]。
フランチャイズ契約を解消して「エディオン」に移行するため、2013年（平成25年）9月末までに閉店した[158]。
2013年（平成25年）10月25日に「エディオン」のフランチャイズ店として開店した[218]。
- 鹿児島枕崎店 枕崎市
「カコイエレクトロ」フランチャイズ契約を結んで経営していた[158]。
フランチャイズ契約を解消して「エディオン」に移行するため、2013年（平成25年）9月末までに閉店した[158]。
2013年（平成25年）10月25日に「エディオン」のフランチャイズ店として開店した[218]。
- 加世田店 南さつま市[223]
「カコイエレクトロ」フランチャイズ契約を結んで経営していた[223]。
フランチャイズ契約を解消して「エディオン」に移行するため、2013年（平成25年）9月末までに閉店した[158]。
その際に同時に店舗を移転させ、別の場所で2013年（平成25年）11月に「エディオン」のフランチャイズ店として開店した[223]。
- 種子島店 西之表市西之表[224]
「カコイエレクトロ」フランチャイズ契約を結んで経営していたが、2012年（平成24年）12月にヤマダ電機がベスト電器を買収し、公正取引委員会が同一地区に複数の店舗がある場合に他社に売却するように指示した際に当地区がその対象となって、当店がエディオンへの譲渡対象となった[158]。
フランチャイズ契約を解消して「エディオン」に移行するため、2013年（平成25年）9月末までに閉店した[158]。
2007年（平成19年）11月17日に開業したショッピングモール「コスモタウン」に出店する形で[224]移転した[158]。
2013年（平成25年）10月25日に「エディオン」のフランチャイズ店として開店した[218]。
- 名瀬店 名瀬市
「カコイエレクトロ」フランチャイズ契約を結んで経営していた[225]。
フランチャイズ契約を解消して「エディオン」に移行するため、2013年（平成25年）9月末までに閉店した[158]。
2013年（平成25年）10月25日に「エディオン」のフランチャイズ店として開店した[218]。
- 徳之島店 徳之島
「カコイエレクトロ」フランチャイズ契約を結んで経営していた[225]。
フランチャイズ契約を解消して「エディオン」に移行するため、2013年（平成25年）9月末までに閉店した[158]。
2013年（平成25年）10月25日に「エディオン」のフランチャイズ店として開店した[218]。
- ベストフレンドショップ
「カコイエレクトロ」と個人事業者らがフランチャイズ契約を結んで8店舗を経営していた[223]。
フランチャイズ契約を解消して「エディオン」に移行するため、2013年（平成25年）9月末までに閉店した[158]。
2013年（平成25年）10月1日に「エディオン」のフランチャイズ店として開店した[223]。

### 沖縄県
連結子会社だった「沖縄ベスト電器」がフランチャイジー店など計23店舗を運営していたが、2005年（平成17年）3月1日から本社の直轄に移行した。
- 那覇本店 那覇市松尾 リウボウビル[227]
ビルの建て替えに伴う退去のため、2006年（平成18年）8月31日閉店[227]。
2006年（平成18年）10月にイオン那覇ショッピングセンターに移転[227]。
- 天久店▲ 那覇市天久1丁目[228]
売り場面積約4,455m2[228]。
2011年（平成23年）9月16日に「B・B 天久店」へ転換[228]。
- 西原インター店▲ 浦添市当山2丁目
売り場面積約3,300m2[228]。
2011年（平成23年）9月16日に「B・B 西原インター店」へ転換[228]。
- NEWコザ店 沖縄市中央[229]
開業時の売り場面積約1,650m2で、その時点では沖縄県内最大のパソコン専門店であった[230]。
第三セクター「アメニティプラン」が運営している「コリンザ・ショッピングセンター」の核店舗として出店していた[229]。
2001年（平成13年）3月16日にパソコン専門店の「コンピュータウン・コザ」として開店し[231]、2002年（平成14年）には売り場面積を拡大して「NEWコザ店」となった[229]。
不採算などを理由に[229]、2008年（平成20年）9月末に閉店した[232]。
店舗跡は、2009年（平成21年）4月に「トランスコスモス」がコールセンターを開設することになった[232]。
- コンピュータウン・コザ店 沖縄市
「コリンザ・ショッピングセンター」に集約する形で閉店することになった[230]。
- 名護店 名護市
「沖縄ベスト電器」がフランチャイズ契約をし、1979年（昭和54年）10月に開店した[91]。
ジャスコ名護店（現・イオン名護ショッピングセンター）に移転して2006年（平成18年）8月18日に「イオン名護店」を開店することに伴って、2006年（平成18年）7月末で閉店[233]。
店舗跡には隣接しているメイクマン名護店が店舗を拡張し、2006年（平成18年）10月1日から増床した[233]。

## 海外

### シンガポール
- シンガポール高島屋店 シンガポール髙島屋
ヤオハングループのシンガポールで展開していたヤオハンベストの運営で、1996年（平成8年）12月に約4倍の売場面積約4,912m2に増床した[234]。
- プラザシンガポール店 シンガポール[235]
2013年（平成25年）9月末に閉店[235]。

### 香港
家賃が高騰して採算が悪化したことから、2011年（平成23年）5月31日付で、中国の家電量販大手の蘇寧電器の現地法人である「香港蘇寧シティコール電器」に、3店舗すべてを従業員などと共に譲渡して撤退することになった。
- メガボックス店 香港九龍[238]
2006年（平成18年）3月に開業のショッピングモール「メガボックス」7階に、売り場面積約3,700m2という開業当時としては香港で最大規模の家電量販店として出店[238]。

### 中国
- 中山店[235]
1995年（平成7年）に開店した中国進出1号店[235]。

### 広報
1. ↑  “西伊豆店リニューアルオープンのお知らせ”. 株式会社ヤマダデンキ (2023年12月15日). 2025年7月10日閲覧。